# Красивоплодник
Красивоплодник (лат. Callicarpa) — род листопадных кустарников, род семейства Яснотковые (Lamiaceae). Высота этих растений разная от 1,5 до 3,5 метров. В роде известны более 170 видов растений, которые в природе обитают в тропических и субтропических регионах Восточной Азии, Австралии, Северной и центральной Америки.

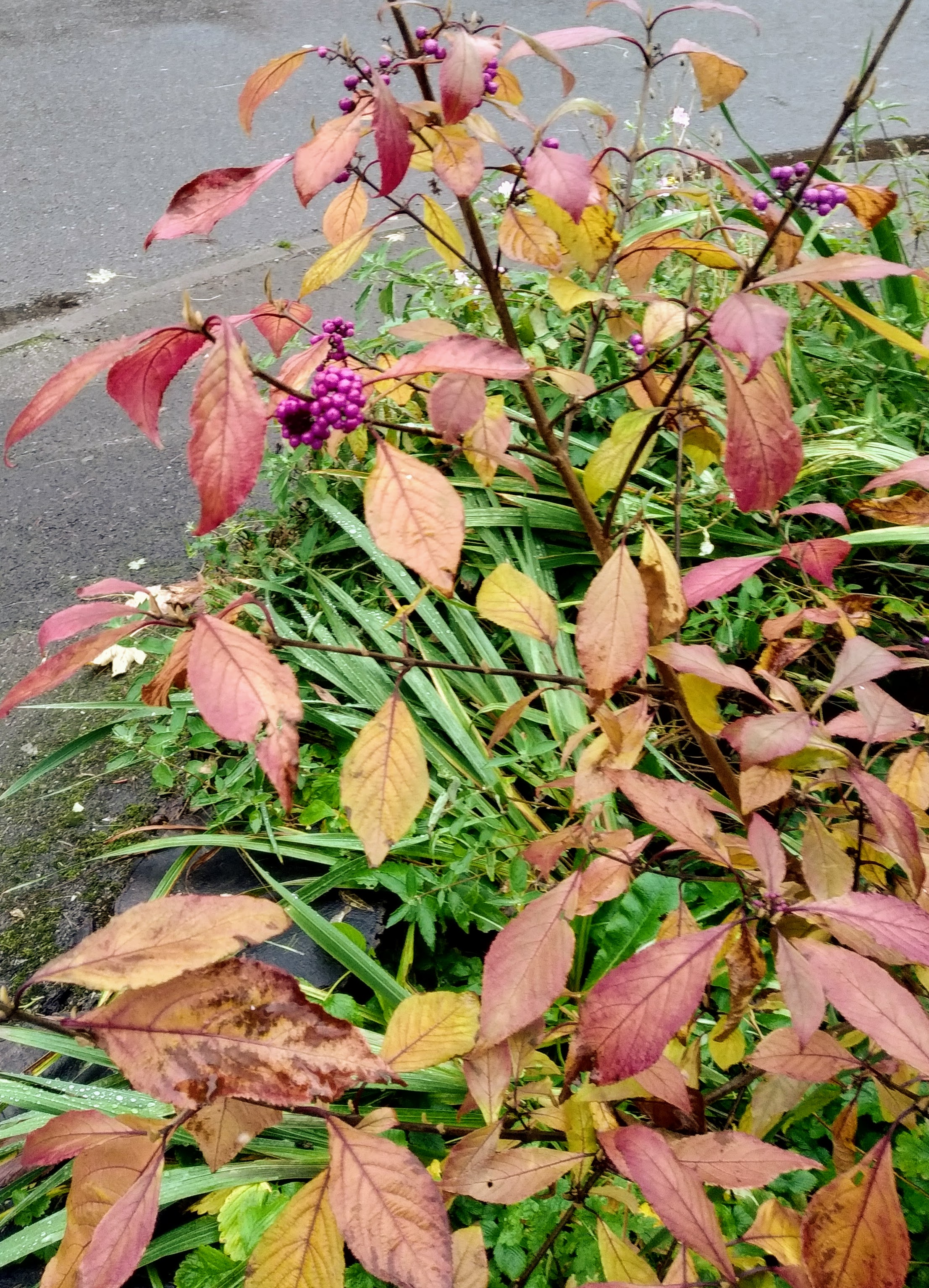
Красивоплодник осенью

Название род получил благодаря ярко-окрашенным плодам. Они представляют собой ягоды пурпурного цвета, которые появляются после того как опадают лепестки и держатся всю зиму. Ягоды обладают сильно вяжущим вкусом, поэтому из них предпочтительно делать варенья и вино. Также они с удовольствием поедаются птицами зимой.
Весной декоративность обеспечивается за счёт светло-зелёной листвы, летом его ветви покрываются многочисленными цветками, осенью листья меняют окрас на ярко-красный или золотой. 
Листья расположены супротивно, длинноэллиптические, заострённые, длиной 5 — 12 сантиметров. Лиловые соцветия появляются в большом количестве, красиво смотрятся на молодом растении. Скелетные корни толстые, шнуровидные, глубоко проникающие, малоразветвлённые, чувствительные.
Красивоплодник произрастает в регионах с тёплым климатом, поэтому российские холода он переносит очень плохо. Растёт на хорошо дренированной, достаточно плодородной почве в защищённом от ветра солнечном месте. Размножается отводками осенью или зелёными черенками в холодном парничке летом.

## Таксономия
Род Красивоплодник включает 172 вида, некоторые из них:
- Callicarpa americana L. — Красивоплодник американский
- Callicarpa bodinieri H.Lév. — Красивоплодник Бодиньера, или Красивоплодник Бодинье
- Callicarpa dichotoma (Lour.) K.Koch — Красивоплодник двухвильчатый, или Красивоплодник вильчатый
- Callicarpa giraldii Hesse ex Rehder — Красивоплодник Жиральда
- Callicarpa japonica Thunb. — Красивоплодник японский